# Hassen Mastouri
Hassen Ben Lamine Mastouri – tunezyjski zapaśnik walczący w obu stylach. Brązowy medalista igrzysk śródziemnomorskich w 1993, a także igrzysk panarabskich w 1992 roku.